# Вишнуприя
Вишнупри́я (IAST: Viṣṇupriyā) — кришнаитская святая, жившая в Бенгалии в XVI веке. Была второй женой основоположника гаудия-вайшнавизма Чайтаньи.
Вишнуприя родилась в семье бенгальского брахмана Санатаны Мишры, который в гаудия-вайшнавизме считается воплощением царя Сатраджита, отца одной из жён Кришны — Сатьябхамы. Описывается, что Вишнуприя обладала всеми хорошими качествами и необыкновенной красотой. Она была предана своим родителям и строго следовала религиозным принципам. Вишнуприя регулярно поклонялась священному растению туласи и следовала таким аскезам, как омовение в Ганге трижды в день. Всякий раз, когда Вишнуприя встречала мать Чайтаньи Шачидеви, она смиренно кланялясь её стопам. Шачидеви часто думала, что прекрасная и целомудренная Вишнуприя могла бы быть идеальной невестой для её сына. После того, как первая жена Чайтаньи, Лакшмиприя, внезапно умерла в юном возрасте, Чайтанья женился на Вишнуприе.
В «Чайтанья-мангале» и «Чайтанья-бхагавате» содержатся детальные описания свадебной церемонии, состоявшейся в Навадвипе. Все расходы по проведению свадьбы оплатил богатый землевладелец Буддхиманта Кхан. На неё пришли люди как из Навадвипы, так и с окрестных деревень. Кроме описания самой свадьбы, автор «Чайтанья-мангалы» Вриндавана Даса не даёт каких-либо других сведений о жизни Вишнуприи. Однако Лочана Даса в своей «Чайтанья-мангале» описывает ряд других эпизодов, не упомянутых нигде более. Так, он повествует о последнем разговоре между Чайтаньей и Вишнуприей, состоявшимся в ночь перед тем, как Чайтанья принял санньясу. Лочана Даса описывает, как Вишнуприя, в горе от предстоящей разлуки, сказала Чайтанье, что потерять общение с ним для неё всё равно, что совершить самоубийство, выпив яд. Чайтанья успокоил жену, объявив, что единственной истиной в этом мире являются Кришна и вайшнавы, а всё остальное — иллюзия, включая отношения между женщинами и мужчинами. Так как Кришна является истинным мужем каждого, то нет повода для грусти и беспокойств. Затем Чайтанья призвал Вишнуприю «всегда думать о Кришне в своём сердце» и показал ей свою четырёхрукую форму, которая помогла Вишнуприе осознать божественность Чайтаньи. Это видение и наставления Чайтаньи избавили её от боли разлуки.
После того, как Чайтанья покинул Навадвипу, Вишнуприя вела крайне аскетичную жизнь. Описывается, что она похудела, «как серп месяца перед новолунием». Следуя строгой духовной практике, она откладывала по зёрнышку риса после каждого прочитанного ею круга джапы мантры «Харе Кришна». Вечером Вишнуприя варила эти зерна, предлагала их божеству Чайтаньи и ела их — это был её ежедневный рацион. Это божество известно сегодня как «Дхамешвара Махапрабху» и находится в Навадвипе.